# Palacio de la Música
El Palacio de la Música fue una sala de cine localizada en el número 35 de la calle Gran Vía de Madrid (España). El edificio fue construido por el arquitecto Secundino Zuazo Ugalde en 1926, por encargo de la Sociedad Anónima General de Espectáculos (SAGE).

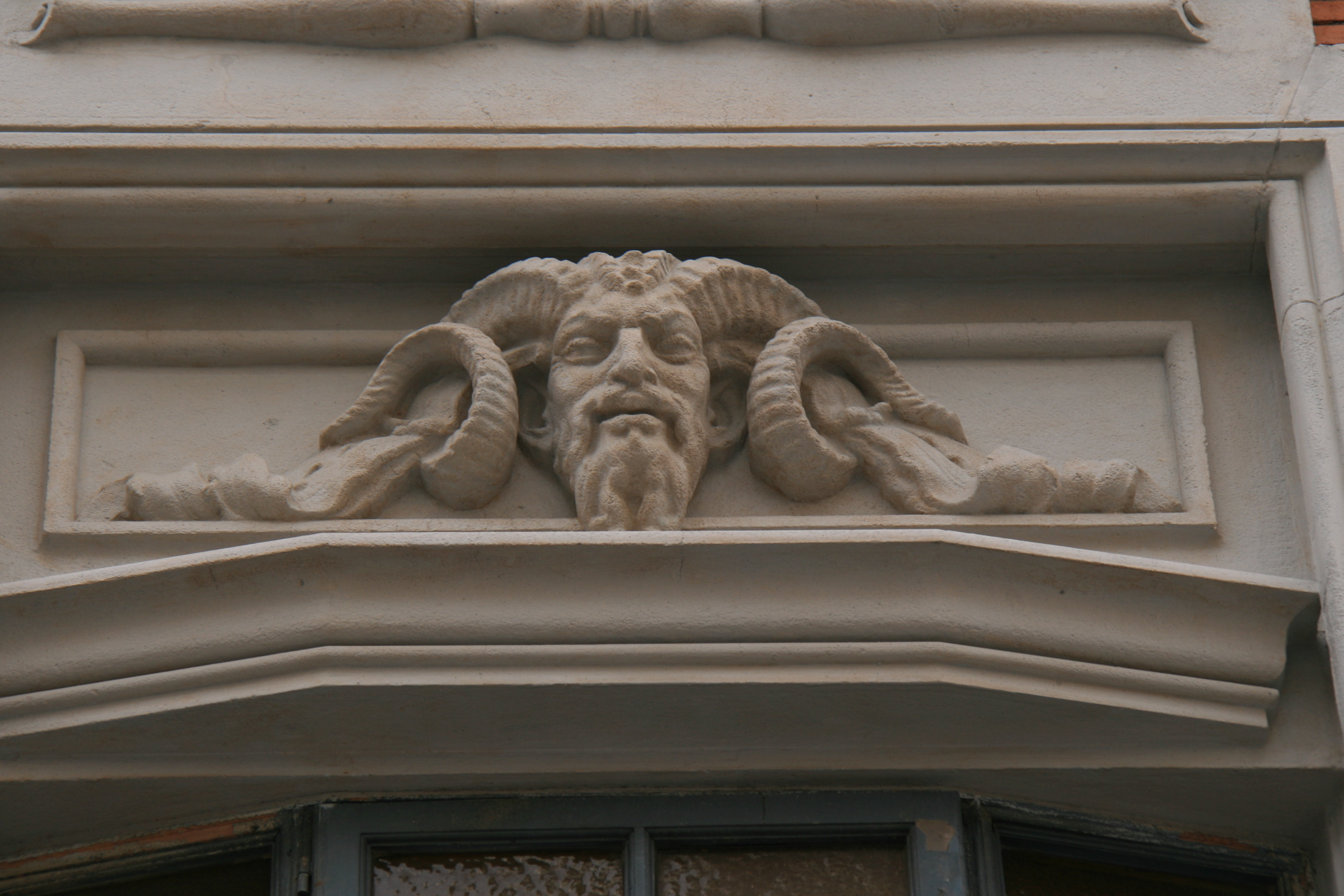
Detalle de la fachada.

## Historia
El edificio se diseña y construye durante el proceso de construcción de la Gran Vía madrileña, aprovechando un poco más de mil metros cuadrados. El edificio se diseñó inicialmente como una sala de conciertos, fue en 1928 cuando se comenzó a utilizar como sala de cine, en la que se proyectarían películas tan importantes para la historia del cine como Lo que el viento se llevó. Inicialmente se pensó en denominarlo como Sala Olympia, posteriormente como Musical Cinema y finalmente como "Palacio de la Música". Durante su construcción, la noche del 4 de diciembre de 1925 se hundió parte de un techo diáfano sin causar víctimas. Este suceso hizo que se rediseñara el interior, lo que causó un retraso en la ejecución final de la obra. La primera película proyectada en 1926 el cine fue La venus americana de Frank Tuttle.

## Características
Está situado en la esquina de la calle Gran Vía con la calle de la Abada.
Para el diseño del interior el arquitecto Zuazo se inspiró en el Hospital de la Caridad de Sevilla. La sala diseñada como un espacio de conciertos, poseía un órgano en su interior, que finalmente en el año 1932 desaparece a causa de un incendio ocurrido en su interior. El conocido cine cesó su actividad en 2008 tras ochenta años de servicio. 
La Fundación Caja Madrid quiso recuperar la actividad que albergó el Palacio en sus inicios y para ello realizó una serie de reformas para aumentar su aforo. Pero tras la nacionalización de Bankia, decidió sacarlo al mercado por un importe de 50 millones de euros. En 2013, el Ayuntamiento de Madrid estudia cambiar la licencia del recinto de "uso cultural" a "urbanístico" para que pueda albergar una tienda.
En abril de 2020 obtuvo licencia de obras para adaptar sus instalaciones como espacio de conciertos y musicales, manteniendo pues su uso cultural. Las obras, que tendrán una duración estimada de 24 meses, incluye una sala multiusos con restauración en la última planta así como un espacio abierto a la Gran Vía en la balaustrada que será cerrada con cristal para cumplir con la normativa de seguridad.